# Bradycneme
Bradycneme (was „schwerfälliges Bein“ bedeutet) ist eine ausgestorbene Gattung von theropoden Dinosauriern aus dem Maastrichtium (Oberkreide), welche in der Sânpetru-Formation in Siebenbürgen, Rumänien gefunden wurde. Die Gattung enthält die einzige Art Bradycneme draculae, die nur von einem partiellen rechten Unterschenkel bekannt ist von dem ihre ursprünglichen Entdecker dachten, es handle sich um eine Rieseneule.

## Forschungsgeschichte

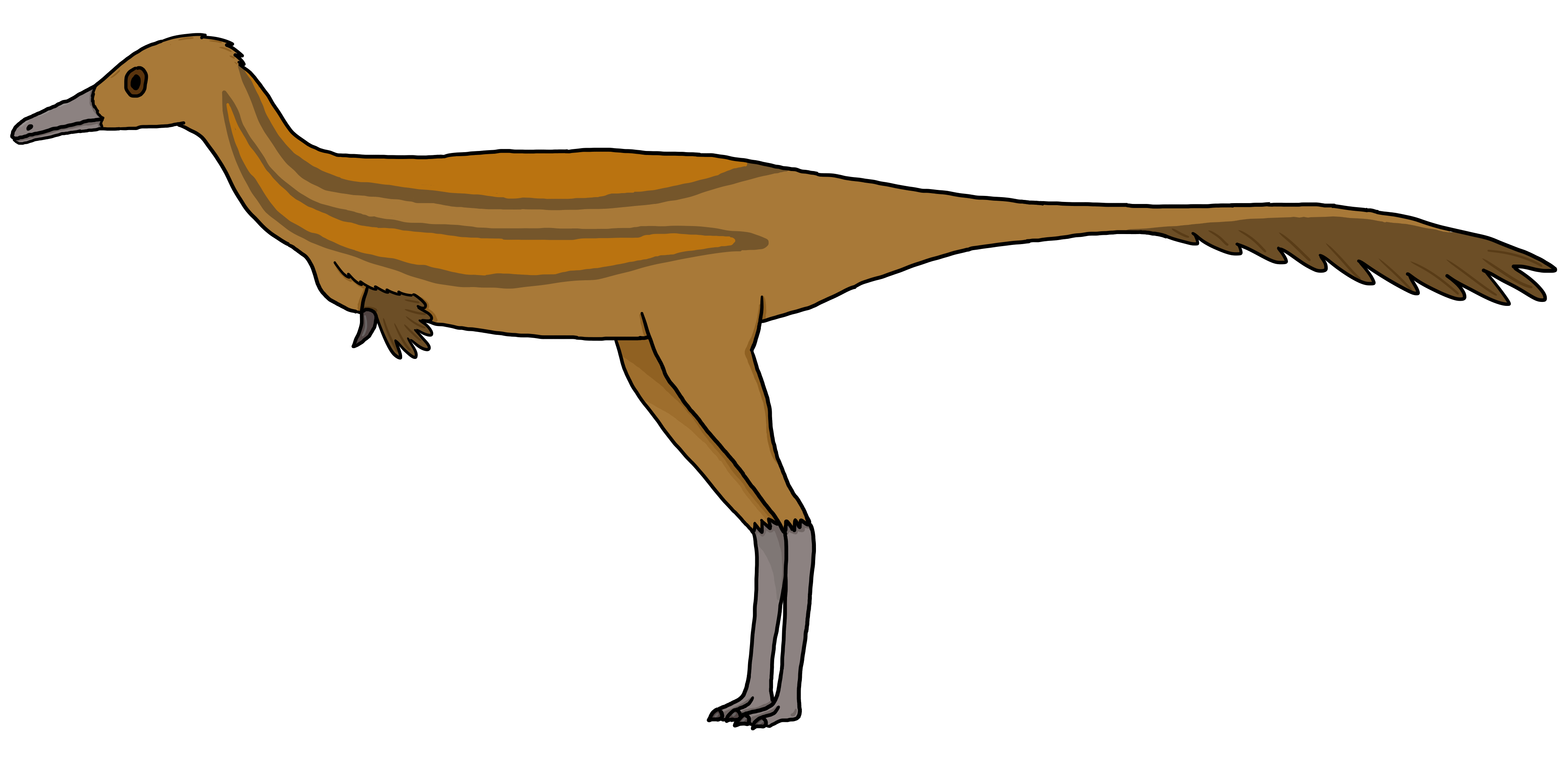
Spekulative Lebendrekonstruktion von Bradycneme als Mitglied der Familie Alvarezsauridae

Im Jahre 1975 beschrieben Harisson und Walker zwei „Bradycnemiden“ aus Rumänien: B. draculae und Heptasteornis andrewsi. Diese Exemplare wurden ursprünglich einer dubiosen pelecaniformen Vogelart genannt Elopteryx nopcsai zugeordnet.
Der Name Bradycneme stammt aus dem Altgriechischen bradys (βραδύς), was „langsam, schwerfällig“ bedeutet, und kneme (κνήμη), was „Bein“ bedeutet. Die Benennung bezieht sich auf den Holotyp, BMNH A1588, einen 37,8 Millimeter breiten Tibiotarsus, einen für Vögel und einige Dinosauriergruppen typischen Unterschenkelknochen. Der von Maud Eleanora Seeley gefundene Knochen ist so dick, dass man daraus eine Körpergröße von etwa 2 Metern errechnen kann, wenn man dabei von der Anatomie einer Eule ausgeht, für die der fossile Fund ursprünglich gehalten wurde.
Das Art-Epitheton, draculae, leitet sich vom rumänischen dracul ab, was „Drache“ bedeutet und sich auf Dracula bezieht.
1978 lehnte Pierce Brodkorb die „Vogel“-Hypothese ab und verband dieses Fossil mit kleinen Theropoden. Bradycneme, Elopteryx und Heptasteornis wurden seitdem mehrfach synonymisiert, aufgeteilt und neu bewertet, teilweise wegen der fragmentarischen Natur der Überreste; es gibt drei proximale Femora und drei distale Tibiotarsi, die zu einer, zwei oder drei Arten gehören könnten. Normalerweise gilt mindestens eine von ihnen als Troodontid.
In den jüngsten Bewertungen wurde festgestellt, dass Bradycneme und Heptasteornis höchstwahrscheinlich die gleichen basalen Mitglieder der Tetanurae sind. Im Jahr 2004 stellte Darren Naish fest, dass Heptasteornis ein Alvarezsaurier ist, während er Bradycneme als unbestimmten Maniraptora klassifizierte.
Tom Holtz ordnete in einer Klassifikation von 2011 Bradycneme zusammen mit Heptasteornis den Alvarezsauridae zu.

## Bibliographie
- Csiki, G. & Grigorescu, D. (1998): Small theropods from the Late Cretaceous of the Hateg Basin (western Romania) - an unexpected diversity at the top of the food chain. Oryctos 1: 87–104.
- Le Loeuff, J.; Buffetaut, E.; Méchin, P. & Méchin-Salessy, A. (1992): The first record of dromaeosaurid dinosaurs (Saurischia, Theropoda) in the Maastrichtian of southern Europe: palaeobiogeographical implications. Bulletin de la Société géologique de la France 163(3): 337–343.
- Paul, Gregory S. (1988): Predatory Dinosaurs of the World. New York, Simon & Schuster.
- Weishampel, D. B.; Grigorescu, D. & Norman, D. B. (1991): The dinosaurs of Transylvania. National Geographic Research and Exploration 7(2): 196–215. PDF Volltext